# Saison 1 de Teen Witch
Chronologie
Saison 2
Cet article présente les épisodes de la première saison de la série télévisée américaine Teen Witch (Every Witch Way).

## Production
Tous les épisodes sont scénarisés par Catharina Ledeboer et réalisés par Arturo Manuitt et Leonardo Galavis.

## Épisode 1 saison1

### Épisode 1:Découverte(Discovery)
- États-Unis : 1er janvier 2014
- France : 16 mars 2015 sur Nickelodeon 4Teen

- États-Unis : 2,1 millions de téléspectateurs (première diffusion)

### Épisode 2:Le Grand Sauvetage(The Big Rescue)
- États-Unis : 2 janvier 2014
- France : 17 mars 2015 sur Nickelodeon 4Teen

- États-Unis : 2,858 millions de téléspectateurs[1] (première diffusion)

### Épisode 3:Le Grand Frisson(The Big Chill)
- États-Unis : 3 janvier 2014
- France : 18 mars 2015 sur Nickelodeon 4Teen

- États-Unis : 2,309 millions de téléspectateurs[2] (première diffusion)

### Épisode 4:Je Suis Une Sorcière(I'm a Witch)
- États-Unis : 6 janvier 2014
- France : 19 mars 2015 sur Nickelodeon 4Teen

- États-Unis : 1,95 million de téléspectateurs (première diffusion)

### Épisode 5:Combat De Sorcières(Magic Fight Club)
- États-Unis : 7 janvier 2014
- France : 20 mars 2015 sur Nickelodeon 4Teen

- États-Unis : 2,41 millions de téléspectateurs[3] (première diffusion)

### Épisode 6:Singeries et Compagnie1partie(Monkey Business)
- États-Unis : 8 janvier 2014
- France : 23 mars 2015 sur Nickelodeon 4Teen

- États-Unis : 1,92 million de téléspectateurs (première diffusion)

### Épisode 7:Singeries et Compagnie2partie(Monkey Business II)
- États-Unis : 9 janvier 2014
- France : 24 mars 2015 sur Nickelodeon 4Teen

- États-Unis : 1,78 million de téléspectateurs (première diffusion)

### Épisode 8:Pièges Et Sortilèges(Mac-sic-cle)
- États-Unis : 10 janvier 2014
- France : 25 mars 2015 sur Nickelodeon 4Teen

- États-Unis : 2,46 millions de téléspectateurs (première diffusion)

### Épisode 9:La Tête à L'envers(I Said, Upside Down)
- États-Unis : 13 janvier 2014
- France : 26 mars 2015 sur Nickelodeon 4Teen

- États-Unis : 1,9 million de téléspectateurs (première diffusion)

### Épisode 10:Il y a Pas De Lézard(I-Guana Dance With You)
- États-Unis : 14 janvier 2014
- France : 27 mars 2015 sur Nickelodeon 4Teen

- États-Unis : 1,77 million de téléspectateurs (première diffusion)

### Épisode 11:Un Amour D'iguane(I-Guana You Back)
- États-Unis : 15 janvier 2014
- France : 30 mars 2015 sur Nickelodeon 4Teen

- États-Unis : 2,194 millions de téléspectateurs[4] (première diffusion)

### Épisode 12:Folle De Beau(I Heart Beau)
- États-Unis : 16 janvier 2014
- France : 31 mars 2015 sur Nickelodeon 4Teen

- États-Unis : 1,95 million de téléspectateurs (première diffusion)

### Épisode 13:Panthérisée(Pantherized)
- États-Unis : 17 janvier 2014
- France : 1er avril 2015 sur Nickelodeon 4Teen

- États-Unis : 2,23 millions de téléspectateurs[5] (première diffusion)

### Épisode 14:Andi Sort Les Griffes(Walk Like a Panther)
- États-Unis : 21 janvier 2014
- France : 2 avril 2015 sur Nickelodeon 4Teen

- États-Unis : 2,15 millions de téléspectateurs (première diffusion)

### Épisode 15:Volley-Ball(Beach Ball)
- États-Unis : 22 janvier 2014
- France : 3 avril 2015 sur Nickelodeon 4Teen

- États-Unis : 2,15 millions de téléspectateurs (première diffusion)

### Épisode 16:Le Portail(Lily Frog)
- États-Unis : 23 janvier 2014
- France : 6 avril 2015 sur Nickelodeon 4Teen

- États-Unis : 2,22 millions de téléspectateurs[6] (première diffusion)

### Épisode 17:La Grippe Magique(Witches' Flu)
- États-Unis : 27 janvier 2014
- France : 7 avril 2015 sur Nickelodeon 4Teen

- États-Unis : 2,09 millions de téléspectateurs (première diffusion)

### Épisode 18:Hexerin Au Carré(Hexoren Squared)
- États-Unis : 28 janvier 2014
- France : 8 avril 2015 sur Nickelodeon 4Teen

- États-Unis : 2,11 millions de téléspectateurs (première diffusion)

### Épisode 19:L'Élue Est L'une Ou L'Autre?(Which Witch Is Which?)
- États-Unis : 29 janvier 2014
- France : 9 avril 2015 sur Nickelodeon 4Teen

- États-Unis : 2,17 millions de téléspectateurs (première diffusion)

### Épisode 20:L'Élue(The Chosen One)
- États-Unis : 30 janvier 2014
- France : 10 avril 2015 sur Nickelodeon 4Teen

- États-Unis : 2,597 millions de téléspectateurs[7] (première diffusion)

### Épisode 21:Conte De Sorcière(A Witch's Tale)
- États-Unis : 24 janvier 2014
- France : 13 avril 2015 sur Nickelodeon 4Teen

- États-Unis : 2,26 millions de téléspectateurs (première diffusion)